# Henri-Jean-Guillaume Martin
Henri-Jean-Guillaume Martin (Tolosa, 5 agosto 1860 – La Bastide-du-Vert, 12 novembre 1943) è stato un pittore francese.
Ebbe tra i suoi allievi e collaboratori il pittore Henri Doucet.

## Biografia
Figlio di un'ebanista di Tolosa, studiò presso Jules Garipuy (amico di Bresdin e già allievo di Delacroix), nell'Accademia d'arte di Tolosa. Si trasferì poi a Parigi entrando nell'École des Beaux-Arts e diventando familiare nell'atelier del suo concittadino Jean-Paul Laurens, pittore specializzato in soggetti storici. Nel 1883 ricevette il primo premio al Salon e nel 1885 viaggiò in Italia. Qui rimase colpito dai maestri antichi come Giotto e Masaccio, ma dimostrò interesse anche per le opere contemporanee dei Macchiaioli e di Segantini.
Dopo essere tornato in Francia, i suoi amici Ernest Laurent e Aman-Jean lo introdussero alla pittura post-impressionista di Seurat, sebbene continuando a lavorare con una tecnica impressionista.
Al nascente Salon de la Rose Croix espose numerose opere di soggetto simbolico e prese parte a mostre sull'impressionismo regionale a Monaco di Baviera, Vienna e Bruxelles. Col nuovo secolo i soggetti letterari scomparvero praticamente dalla sua produzione, prediligendo piuttosto i temi tratti dal vivere quotidiano, i paesaggi e le scene di genere.
Fu autore anche di numerose decorazioni su larga scala da parte delle amministrazioni locali (come l'Hôtel de Ville di Parigi) e di privati: alcuni di tali lavori suscitarono l'ammirazione di Puvis de Chavannes. In tarda età si allontanò raramente dalla sua abitazione nel piccolo paese di La Bastide-du-Vert nel dipantimento del Lot, e continuò a dipingere soprattutto vedute naturali nelle vicinanze.

Les rêveurs Campidoglio (Tolosa)